# Ла-Палома-Лост-Крік (Техас)
Ла-Палома-Лост-Крік (англ. La Paloma-Lost Creek) — переписна місцевість (CDP) в США, в окрузі Нюесес штату Техас. Населення — 1359 осіб (2020).

## Географія
Ла-Палома-Лост-Крік розташована за координатами 27°43′10″ пн. ш. 97°44′21″ зх. д. / 27.71944° пн. ш. 97.73917° зх. д. (27.719468, -97.739055).  За даними Бюро перепису населення США в 2010 році переписна місцевість мала площу 21,98 км², уся площа — суходіл.

## Демографія
Згідно з переписом 2010 року, у переписній місцевості мешкало 408 осіб у 104 домогосподарствах у складі 92 родин. Густота населення становила 19 осіб/км².  Було 130 помешкань (6/км²).
Расовий склад населення:
| - 83,3 % — білих - 1,0 % — корінних американців - 0,2 % — азіатів - 14,0 % — осіб інших рас |

До двох чи більше рас належало 1,5 %. Частка іспаномовних становила 73,8 % від усіх жителів.
За віковим діапазоном населення розподілялося таким чином: 32,4 % — особи молодші 18 років, 61,0 % — особи у віці 18—64 років, 6,6 % — особи у віці 65 років та старші. Медіана віку мешканця становила 33,1 року. На 100 осіб жіночої статі у переписній місцевості припадало 98,1 чоловіків;  на 100 жінок у віці від 18 років та старших — 107,5 чоловіків також старших 18 років.
Середній дохід на одне домашнє господарство  становив 66 410 доларів США (медіана — 48 155), а середній дохід на одну сім'ю — 68 194 долари (медіана — 48 512). За межею бідності перебувало 20,1 % осіб, у тому числі 38,5 % дітей у віці до 18 років та 8,7 % осіб у віці 65 років та старших.
Цивільне працевлаштоване населення становило 232 особи. Основні галузі зайнятості: освіта, охорона здоров'я та соціальна допомога — 24,1 %, будівництво — 15,1 %, науковці, спеціалісти, менеджери — 14,2 %, мистецтво, розваги та відпочинок — 13,8 %.